# Pohořílský potok
Pohořílský potok je pravostranný přítok říčky Balinky v okrese Žďár nad Sázavou v Kraji Vysočina. Délka toku činí 7,7 km. Plocha povodí měří 9,8 km².

## Průběh toku
Pohořílský potok pramení v lesích západně od obce Pavlínov na Českomoravské vrchovině. Na horním toku mezi šestým a sedmým říčním kilometrem vzdouvá hladinu potoka rybník Mládkov. V Pavlínově napájí rybníky Lojzík a Podlužník. Odtud směřuje na východ až severovýchod ke vsi Pohořílky, kde napájí Pohořílský rybník uprostřed vesnice a dále po směru klikatícího se toku prostupuje dalším obnoveným Smolíkovým rybníkem. Dále teče východním směrem k obci Uhřínov, kde se vlévá do říčky Balinky.
V potoce žije mnoho vodních živočichů, břehy jsou lemovány stromy a vodní květenou.